# 洋纳朋错
洋纳朋错位于中国西藏自治区那曲市双湖县境内，地处双湖县南部，其香错西南。湖面海拔4620米，面积12.5平方公里。湖水主要靠地表和地下径流补给，集水区面积285平方公里。